# Lastovo (település)
Lastovo (magyarul: Lasztovo) falu és község Horvátországban, Dubrovnik-Neretva megyében.

## Fekvése
Makarskától légvonalban 61 km-re délre, Korčula városától légvonalban 31 km-re délnyugatra, az azonos nevű sziget északi partjának közelében fekszik.

## A község települései
Közigazgatásilag Lastovo településen kívül Glavat, Pasadur, Skrivena Luka, Sušac, Uble és Zaklopatica tartoznak hozzá. Közülük Lastovo, Pasadur, Skrivena Luka Uble és Zaklopatica Lastovo szigetén, Sušac a Sušac-szigeten, Glavat pedig a Vrhovnjak-szigeteken található. Utóbbi két település nem rendelkezik állandó lakossággal.

## Története
A Rača-barlangban talált régészeti leletek alapján a szigeten már a kőkorszakban, az. i. e. 8500 körüli időben is éltek emberek. A település és a sziget neve az ókori Ladesta, vagy Ladeston elnevezéséből származik. A rómaiak Ladestrisnek nevezték. A később betelepülő neretvánok eleinte átvették az eredeti latin elnevezést, majd az ebből kialakult Lasta névalakhoz a szláv –ovo képzőt ragasztották.
A szigeten élő első ismert nép az illírek voltak, akik az i. e. 2. évezredben jelennek meg. A magaslatokon épített erődített településeken éltek. Településeik maradványai megtalálhatók a sziget több pontján, többek között a nyugatra fekvő Sozanj-hegyen, a település feletti Glavicán, a Lučica-öböl felett, a településtől délnyugatra fekvő Szent Illés templom mellett és keleten Novi Humnál is. Az illírek halottaikat kőből rakott halomsírokba temették, melyek általában szintén magaslatokon épültek. Lastovo szigetén is számos illír eredetű halomsír található. A legjelentősebbek a Duboka és a Mala lokva mezők közötti átjáróban, a Vela lokva mező felett, a Donje Zegovo mezőtől keletre, a Prgova mező és Kala között, a Szűz Mária templom közelében, valamint a Szent Vid templomtól keletre találhatók. Tizenegy halomsír található a Soznanj-hegytól délre is. Az i. e. 3. században a vis-szigeti görögök is kolóniát hoztak létre Lastovo területén. Az itt talált görög kerámia leletek a kolónia területéről származnak. Az illírek i. e. 30-ig uralták a szigetet, amikor Octavianus hadai végső győzelmet arattak felettük. A római légionáriusok a sziget több pontján letelepedtek magukkal hozva kultúrájukat, életmódjukat, szokásaikat. A római villagazdaságokban nagy mennyiségű gabonát, olívaolajat, bort, sózott halat és más élelmiszert állítottak elő, melyekkel élénk kereskedelmet folytattak. Ezek a tágas, kényelmesen berendezett épületek központi fűtéssel, díszes mozaikpadlóval, luxustárgyakkal rendelkeztek. A rómaiak idejében a sziget központja a mai Uble területén volt.
A 8. században egy szláv kalóznép a neretvánok telepedtek itt le rettegésben tartva az Adrián hajózó kereskedelmi hajókat. Lastovo első középkori említése a 10. század közepén Bíborbanszületett Konstantin bizánci császár nevéhez fűződik, aki a birodalom kormányzásáról írt művében „Lastobon” néven említi meg a szigetet. 1000-ben Orseolo II. Péter velencei dózse hajóhada rajtaütött a neretvánok lastovói megerősített településén, elfoglalta és felgyújtotta azt. A harcokban a sziget lakosságának nagyobb része elpusztult. A velencei források szerint csak 36 család maradt életben. A velenceiek megszállták a szigetet, mely még 1026-ban Orseolo Ottó idejében is velencei kézen volt. Nem sokkal ezután azonban I. István horvát király kihasználva a velenceiek problémáit és II. Baszileiosz bizánci császár halálát visszafoglalta Lastovót. A 12. századra a többi horvát területekkel együtt a horvát-magyar királyok uralma alá került. Ebben az időben Lastovo is széleskörű autonómiát élvezett. A következő időszakban hol magyar, hol velencei, hol bizánci uralom alatt találjuk. Miután 1180-ban III. Béla magyar király felszabadította a bizánci uralom alól a hvari püspökség fennhatósága alá rendelte. 1252-ben lakói önszántukból csatlakoztak a Raguzai Köztársasághoz, mely belső autonómiát ígért a számukra. Ennek elemeit 1272-ben írásban is lefektették a köztársaság statutumában. 1310-ben Lastovo megkapta első saját írásos statutumát. Eszerint a szigetet húsz tagú tanács irányította, akik tisztségüket megválasztásuktól halálukig töltötték be. A végrehajtó hatalom a vikomt (algróf) és egy három tagú bírói testület kezében volt, akiket szintén a nép választott. 1486-ban megszűnt a lastovói autonómia, miután a helyi tanácsot a raguzai nagytanács alá rendelték. A jogok megnyirbálása 1602-ben a szigetlakók lázadásához vezetett, melyet a raguzai hatóságok véresen fojtottak el. 1603-ban a lázadók hívására velencei csapatok szállták meg a szigetet, mely 1606-ban visszatért a Raguzai Köztársaság fennhatósága alá. 1652-ben újabb lázadás tört ki, melynek során a lastovóiak újra felajánlkoztak a Velencei Köztársaságnak, amely azonban ezt ekkor már az újabb felkeléstől tartva elutasította. Ezek után Lastovo végképpen elveszítette az önrendelkezést és most már a köztársaság által diktált feltételekkel a Raguzai Köztársaság része lett. A török hódítás időszakában Lastovo gyakran volt kitéve az ulcinji kalózok támadásainak, ezért a 18. századig helyi katonaság védte a szigetet.
1806-ban a Raguzai Köztársaságot legyőző franciák uralma alá került, akik a Glavica nevű magaslaton erődöt építettek és a helyi lakosságot az angolok elleni védekezésre mozgósították. 1813. január 28-án az angolok mégis elfoglalták a szigetet, melyet 1815-ben a berlini kongresszus a Habsburgoknak ítélt. 1829-ig a szigeten független bíróság működött, majd ezután a korčulai adminisztráció felügyelete alá rendelték. A településnek 1857-ben 1148, 1910-ben 1388 lakosa volt. 1918. november 11-én megkezdődött Dalmácia Olaszországhoz csatolása. Az 1920. november 12-i rapallói egyezmény Zára térségével együtt olasz kézen hagyta. 1922-ben az olasz fasizmus hatalomra jutásával bezárták a település horvát iskoláját és az oktatás csak olasz nyelven folyt. A lakosság száma elérte a maximumát, közel kétezerre emelkedett, aminek az volt az oka, hogy a környező dalmát területekről az olasz nyelvű lakosság akik olasz fennhatóság alatt akartak élni ide költözött. A második világháború idején röviddel az 1943-as olasz kapituláció után Josip Broz Tito célul tűzte ki Lastovo elfoglalását és Jugoszláviához csatolta. A háború után a szocialista Jugoszlávia része lett. 1953-ig a sziget olasz lakosságának többsége elhagyta Lastovo területét. A lakosság számának további csökkenését a horvát ajkú lakosság Ausztráliába és Amerikába történő kitelepülése okozta. A háború utáni időszak Lastovót is Vis sorsára juttatta, katonai övezet lett. Ez gazdasági és népességi stagnáláshoz vezetett, viszont lehetővé vált a természeti környezet megőrzése. 1988-ban enyhítették a tiltást, amely a külföldi állampolgárok Lastovóra történő belépésére vonatkozott. A független Horvátország megalakulása után a JNA egységei még 1992. május 31-ig itt maradtak. A délszláv háború idején Lastovo sok menekültet fogadott be az elpusztított horvát területekről, de ez is csak átmenetileg tudta megállítani a lakosság számának rohamos csökkenését. 2006. szeptember 29-én a horvát szábor határozatával megalapították a Lastovoi Természetvédelmi Parkot. 2011-ben a településnek már csak 350 lakosa volt, akik főként a mezőgazdaságból, halászatból és a turizmusból éltek.

## Népesség
| Lakosság változása | Lakosság változása | Lakosság változása | Lakosság változása | Lakosság változása | Lakosság változása | Lakosság változása | Lakosság változása | Lakosság változása | Lakosság változása | Lakosság változása | Lakosság változása | Lakosság változása | Lakosság változása | Lakosság változása | Lakosság változása |
| ------------------ | ------------------ | ------------------ | ------------------ | ------------------ | ------------------ | ------------------ | ------------------ | ------------------ | ------------------ | ------------------ | ------------------ | ------------------ | ------------------ | ------------------ | ------------------ |
| 1857               | 1869               | 1880               | 1890               | 1900               | 1910               | 1921               | 1931               | 1948               | 1953               | 1961               | 1971               | 1981               | 1991               | 2001               | 2011               |
| 1.148              | 1.042              | 1.033              | 1.226              | 1.384              | 1.388              | 1.558              | 1.622              | 1.562              | 1.406              | 1.238              | 984                | 621                | 734                | 451                | 350                |

## Nevezetességei
- A grófi palota mellett áll a Keresztelő Szent János-templom,[5] amelyet a 14. században építettek. Az építési munkák 1340-ben kezdődtek és 1418-ban fejeződtek be. A bejárati kapu feletti lunettában olvasható a templom építéséről szóló szöveg az építést befejező pap címere. A templom hosszúsága 15, szélessége 7 méter. Oltárán a szent 1515-ben készített szobra áll, a barokk mennyezeten bibliai jelenetek láthatók. A templom a lastovói grófok magánkápolnájaként szolgált, 1864-ig mondtak misét benne. Az olasz megszállás idején 1918 és 1921 között raktárnak használták. Az épület restaurálása az eredeti román-gótikus stílusban történt, ma múzeum működik benne.
- Szent Kozma és Damján vértanúk tiszteletére szentelt plébániatemploma[6] a régi templom alapjaira épült. A 14. század elején említik először. A háromhajós templomot két fázisban építették fel. A középhajó a 15. század második felében, az oldalhajók a 16. és a 17. században épültek. Felszentelése 1692. március 19-én történt. A bővítésre emlékeztető felirat a homlokzaton olvasható, melynek oromzatán három harang számára kialakított nyitott harangtorony látható. A templom középső része horvát mesterek műve, közülük a legfontosabb Radovan mester volt, akiről a boltozat alatt az 1473-as évszámmal bevésett felirat emlékezik meg. Az apszis mellé 1545-ben építették a sekrestyét. A neogótikus harangtorony 1942-ben épült lastovói kőből. A templom belseje gazdagon berendezett. Kincstárában őriznek a 15-16. századból származó aranyozott gótikus-reneszánsz ezüstkelyhet, úrmutatót, örökmécsest, gyertyatartót és körmeneti keresztet. A kehely a lastovói Antojević mester egyetlen fennmaradt munkája. A liturgikus tárgyak közül kiemelkedik az a reneszánsz edény, amelyet a vízszenteléshez használtak. Az épületet legutóbb 1996-ban újították fel.
- A Szent József-templom 1635-ben épült reneszánsz stílusban. Egyszerű, négyszög alaprajzú épület homlokzatán két kis ablakkal. Szent József szobra a kapuzat oromzatán látható, felette rózsaablakkal és egynyílású nyitott harangtoronnyal. Építését a helyi halászok társasága finanszírozta a Pavlović és Fulmizi családok hozzájárulásával. A főoltár 1733-ban épült, a korčulai mester Bernard Buar munkája. Az oltáron a Szent Családot ábrázoló olajkép látható, melyet a templom kegyura Vicko Fulmisi adományozott. A templom a Dolac átrendezése alkalmával 1930 és 1933 között került a mai helyére.
- A grži Szűz Mária-templom[7] 1442-ben épült Marin Vlahanović plébános hagyatékából, aki végrendeletileg hagyta örököseire a templom felépítését. Vlahanović címere az építésről szóló felirattal a bejárati kapu felett látható. Felette az oromzaton hármas osztatú nyitott harangtorony látható. A barokk korban a templom a Havas Boldogasszony tiszteletére volt szentelve. A templomban látható fából faragott triptichon dubrovniki mester műve a 16. századból az Istenanya, Szent Kozma és Damján, Szent János evangélista és Mária Magdolna ábrázolásával.
- A Szent Balázs-templom[8] a 14. század második felében épült Gornji Prijevor egyik magasabban fekvő helyén. Építtetője az azonos nevű testvériség volt. Homlokzatán lunetta, felette rózsaablak, kis gótikus körablak, legfelül pedig kis nyitott harangtorony látható. A templomban még mindig látható a grófi, a bírói és a kegyúri szék. A padok a hajóban és a szentélyben haránt irányban helyezkednek el. Az 1602-es felkelés után 1610-ben helyezték el a főoltáron a Szent Balázst, Szent Kozmát és Damjánt, Szent Katalint és Szent Sebestyént ábrázoló oltárképet. 1676-ban a főoltárt átrendezték és a képet a mellékoltárra tették át. Korčulai kőfaragók új oltárt építettek, melyen Szent Balázs képét helyezték el a köztársaság címerével.
- A Szent Kozma és Damján-plébániatemplom előtt található a városi loggia[9] négyzet alaprajzú, és megfelelően megmunkált kőkockákból készült épülete. A nyeregtető nyolc falazott oszlopon nyugszik, amelyek a loggiát három oldalról lezáró magas korlátra vannak építve, míg északon, a templom felé a két pillér közötti bejáratnál a korlát alacsonyabb. Belül a falak mentén három oldalon egy falazott padot helyeznek el. A loggia a 18. század végén épült, de valószínűleg ezen a helyen már korábban is állt egy hasonló épült, mert a „Na luži” név már a 16. század első feléből ismert.
- A Lastovo falu fölötti Glavica nevű magaslaton a raguzai hatóságok egy régebbi erőd helyén várat[10] építettek, amelyet többször átépítettek és javítottak, és amit a 16. század első felének számos levéltári dokumentuma is rögzít. A várat 1607-ben a lastovói felkelést követően, mivel a lázadók az erőd elfoglalása után vették át a sziget irányítását, a raguzaiak lerombolták. A kastély egyik részében, az 1808 -as francia megszállás idején a franciák új, négyzetes erődítmény építettek. A 19. század folyamán az erődöt javították és kívül és belül vakolták. A belső tér jelentősen megváltozott, mert a teraszig bezárólag boltozták.
- Pjevor felett a Straža-hegy fennsíkján található a Forte Straža nevű erőd.[11] A hely kiváló stratégiai pozícióval rendelkezik, jó kilátást nyújtva a tengerre fontos szerepet töltött be a sziget védelmében. A 15. századból származó kisebb erőd maradványai ma is láthatók. Megmaradt egy kút, valamint egy régebbi trapéz alakú építmény masszív alapjai, bejárával a keleti oldalon. A falszerkezetek azt jelzik, hogy ez az erőd egyike lehet a késő ókori erődök láncolatának, melyeket Justinianus bizánci császár építtetett a 6. század első felében. A francia uralom alatt a szigetet az északi oldalon három kisebb ágyúüteggel erősítették meg, köztük a Straža-dombon lévővel.
- A lastovói-mezőn álló Szűz Mária-templomot[12] a 14. században építették, 1512-ben megújították. Körülötte temető található.
- A Remete Szent Antal-templomot[13]  a 14. században építették, a 17. század végén bővítették.
- A pržinei mező szélén álló Szent Megváltó-templomot[14] a 16. században építették.
- A prijevori Szent Rókus-templom[15] a 16. században épült.
- A kolači Szent Illés-templom[16] a településtől délnyugatra emelkedő dombon épült a 16. században.
- A település nyugati részén álló Szent Márton-templom[17]  a 14. században épült.
- A Kala-mező és a Zaca-öböl között álló Szent Miklós templom[18] a 15. században épült.
- A prgovi mezőn álló Szent Márk-templom[19] a 16. században épült.
- Az azonos nevű kikötőben álló Szent Mihály-templom[20] a 14. században épült.
- A Sozanj-hegytől délre álló Szent Lukács-templomot[21] a 11. században építették.
- A 15. századi Szent Lúcia-kápolnát[22] a kommunizmus idején villanytelepként használták.
- A Szent Ágoston-templom[23] a 17. század végén épült késő barokk stílusban.
- Lastovo szigetének déli partján, meredek sziklák tetején található a Struga-világítótorony,[24] ahol az azonos nevű földfok zárja be elrejtve a kikötő bejáratát. A torony, mely a Glavat és a Sušac világítótornyokkal együtt a Lastovo-csatorna navigációjának biztonságát szolgálja, egészen Palagružáig látható. A világítótorony épülete téglalap alaprajzú, egyemeletes ház, sátortetővel, amely fölött kör alaprajzú torony és világító berendezés emelkedik. A bejárat előtti kövezett területen ciszterna, a bekerített területen kívül pedig kisegítő épületek találhatók. A Struga-világítótorony 17 m magas kerek kőtornya 1818-ban épült. Ez az egyik legrégebbi világítótorony a horvát Adriaparton.

## Gazdaság
A helyi gazdaság alapja a mezőgazdaság, a halászat és a katonaság távozását, valamint a délszláv háborút követően a turizmus.

## Kultúra
Nyaranta Lastovo a zene szigetévé válik, ahol hagyományosan megtartják a nyári fesztivált.

## Oktatás
A lastovói oktatás kezdetei a hagyomány szerint 1527-ig nyúlnak vissza, de írásos dokumentum csak 1659-től áll rendelkezésre róla. Eszerint az első tanító Miho Franković volt és az oktatás az olvasásra, írásra, az elemi számtani műveletekre, valamint a hit és erkölcstanra terjedt ki. A dokumentumok alapján a lastovói volt a hetedik iskola, mely az országban megnyílott. Az oktatás több változtatáson ment át a rövid francia, majd az osztrák uralom idején, a legnagyobb változások azonban mégis 1918 és 1943 között történtek, amikor Lastovo Olaszországhoz tartozott. Ebben a huszonöt évben az oktatásban bevezették az olasz nyelvet, 1922-től pedig az oktatás kizárólag olasz nyelven folyt. Az olasz kapituláció, 1943. szeptember 8. után újra felmerült az igény a horvát nyelvű oktatásra, amely végül két osztállyal 1943. október 25-én indult meg. 1973-ban az iskola újraindításának harmincadik évfordulója alkalmából az intézmény felvette a Glumac testvérek nevét, akik 1944-ben a fasizmus elleni harcban vesztették fiatal életüket. A 21. század első negyedében a tanulói létszám folyamatosan esett, míg 2002-ben még 99 volt, addig 2013-ban már csak 41 tanuló járt ide.

## Sport
NK Omladinac Lastovo labdarúgóklub, amelyet 1927-ben alapítottak.

## Híres emberek
- Dobrić Dobričević nyomdász
- Mirko Cecić teológus és történész
- Antun Đivoje split-makarskai püspök

## Galéria
- A Szent Kozma és Damján plébániatemplom
- A Szűz Mária-templom
- Lastovo központja
- A Szent József-templom
- A Szent Balázs-templom
- A grófi palota Lastovón
- Lastovói házak
- Lastovo - Lučica
- A Lučica-öböl, Lastovo alatt

## Fordítás
Ez a szócikk részben vagy egészben  a   Lastovo (općina) című horvát Wikipédia-szócikk ezen változatának fordításán alapul.  Az eredeti cikk szerkesztőit annak laptörténete sorolja fel. Ez a jelzés csupán a megfogalmazás eredetét és a szerzői jogokat jelzi, nem szolgál a cikkben szereplő információk forrásmegjelöléseként.